# المزيفن (الجميمة)

تعديل مصدري - تعديل

المزيفن هي إحدى قرى عزلة بقره الشرقية والوسطى بمديرية الجميمة التابعة لمحافظة حجة، بلغ تعداد سكانها 118 نسمة حسب تعداد اليمن لعام 2004.